# シュプリンガー・ネイチャー
シュプリンガー・ネイチャー（Springer Nature）は、ドイツとイギリスに本拠を置く学術出版の世界企業である。
2019年には17億2000万ユーロの収益を上げた。

## 歴史
2015年にホルツブリンク出版グループが保有するネイチャー出版グループ、パルグレイブ・マクミラン、マクミラン・エデュケーションの3社と、BCパートナーズが保有するシュプリンガー・サイエンス・アンド・ビジネス・メディアが合併して発足した。合併計画は2015年1月15日に最初に発表された。2015年5月に取引が成立し、ホルツブリンクが53%、BCパートナーズが47%を保有することとなった。
同社の源流には、多数の雑誌や出版社が存在している。その中で著名なのは、1842年にベルリンのユリウス・シュプリンガーが設立したシュプリンガー・フェアラーク(Springer-Verlag)、1869年から『ネイチャー』を発行しているネイチャー出版グループ、1843年に設立されたマクミラン出版社である。
合併後、シュプリンガー社の元CEOであるDerk Haankが新会社のCEOに就任した。2017年末に同氏が退任し、Bol.comの共同創業者で長年CEOを務めたDaniel Ropersがその後継となった。2019年9月、Frank Vrancken PeetersにCEOが交代した。
2017年、同社は中国国内からの数百件の記事へのアクセスをブロックすることで合意し、チベットや台湾、中国の高官に関する記事へのアクセスを遮断した。
2020年8月、同社と温州医科大学が共同出版する"Eye and Vision"誌が、"Taiwan"の後に"China"と書かれていないという理由で台湾の医師の論文の掲載を拒否したと報じられた。同社は、これは同社とは異なるガイドラインに基づいて運営される"Eye and Vision"誌の方針によるものであるとコメントしている。

## 論争
2020年7月、『ソサエティ』に掲載された論文について、査読プロセスが疑わしいことと人種差別に関する批判を理由に撤回した。
2019年、論文誌"BMC Emergency Medicine"に掲載された論文について、査読プロセスが疑わしいとして撤回した。

## 子会社
- エイディス・インターナショナル (Adis International)
- エイプレス（英語版） (Apress)
- アッサー・プレス (Asser Press)
- BioMed Central
- Bohn Stafleu van Loghum
- J. B. Metzler
- マクミラン・エデュケーション（英語版）
- ネイチャー・リサーチ（英語版）
- パルグレイブ・マクミラン（英語版） (Palgrave Macmillan)
- サイエンティフィック・アメリカン (Scientific American)
- シュプリンガー・ヘルスケア (Springer Healthcare)
- Springer VS
- Springer Verlag
- Springer Gabler
- Springer Vieweg Verlag
- Springer Medizin
- Springer Pflege
- Springer Nature Technology and Publishing Solutions